# Tal para cual (Goya)
Qui se ressemble s'assemble
L'eau-forte Tal para cual (en français Qui se ressemble s'assemble) est une gravure de la série Los caprichos du peintre espagnol Francisco de Goya. Elle porte le numéro cinq dans la série des 80 gravures. Elle a été publiée en 1799.

## Interprétations de la gravure
Il existe divers manuscrits contemporains qui expliquent les planches des Caprichos. Celui qui se trouve au Musée du Prado est considéré comme un autographe de Goya, mais semble plutôt chercher à dissimuler et à trouver un sens moralisateur qui masque le sens plus risqué pour l'auteur. Deux autres, celui qui appartient à Ayala et celui qui se trouve à la Bibliothèque nationale, soulignent la signification plus décapante des planches.
- Explication de cette gravure dans le manuscrit du Musée du Prado :
Muchas veces se ha dispuesto si los hombres son peores que las mujeres, ó lo contrario. Los vicios de unos y otros vienen de la mala educación. Donde quiera que los hombres sean perversos, las mujeres lo serán también. Tan buena cabeza tiene la señorita que se representa en la estampa como el pisaverde que la está dando conversación: y en cuanto a las viejas, tan infame es la una como la otra.
(On a souvent discuté de savoir si les hommes sont pires que les femmes, ou le contraire. Les vices des uns et des autres viennent de la mauvaise éducation. Quelle que soit la raison pour laquelle les hommes sont pervers, les femmes le seront également. La demoiselle représentée sur la gravure, a une aussi bonne tête que le dandy qui lui fait la conversation : quant aux vieilles, elles sont aussi infâmes l'une que l'autre)[3].

- Manuscrit de Ayala :
Maria Luisa y Godoy.
(Marie Louise et Godoy)[3].

- Manuscrit de la Bibliothèque nationale :
La Reina y Godoy cuando era Guardia, y los burlaban las lavanderas. Representa una cita que han proporcionado dos alcahuetas, y de que se están riendo, haciendo que rezan el rosario.
(La Reine et Godoy, quand il était Garde, et se moquent d'eux les lavandières. Représente un rendez-vous organisé par les deux entremetteuses, dont elles rient tout en récitant le chapelet)[3].

Camón Aznar considère qu'il y a une obsession à faire des allusions à des personnes de la Cour. Il estime que dans ce caprice, il s'agit plus d'une satire du système social que d'individus précis.

## Technique de la gravure

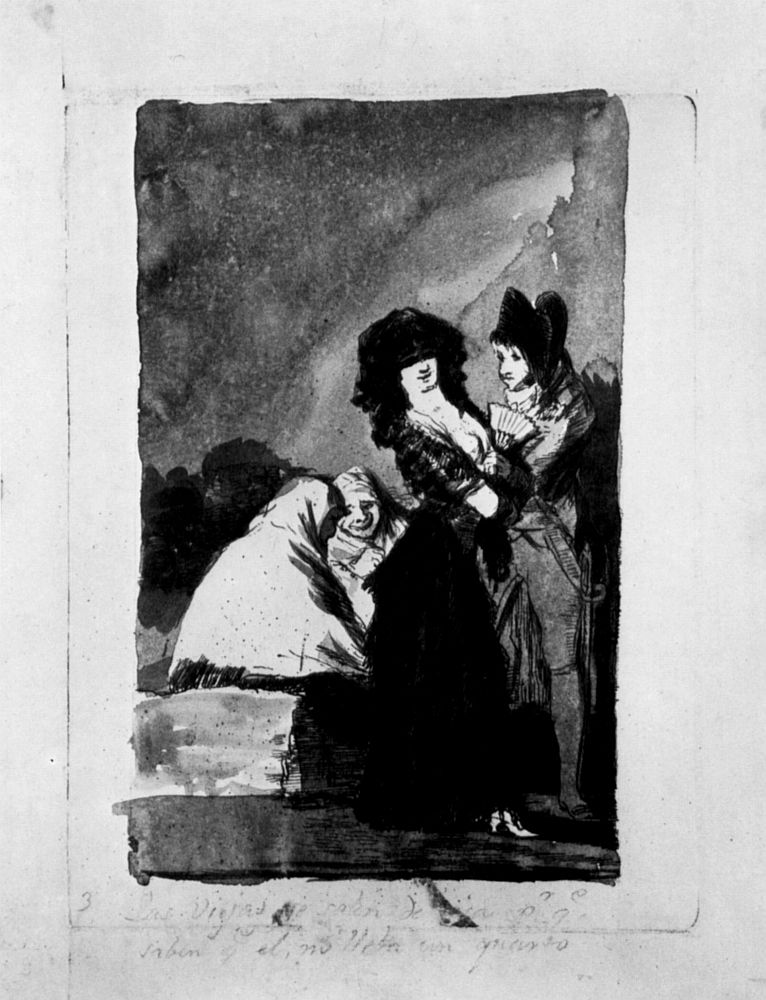
Dessin préparatoire.

Le dessin préparatoire est intitulé « Sueño 19. Las viejas se salen de risa por que saben que el no lleba un quarto ». Il est à l'encre de chine, conservé au Musée du Prado, porte l'inscription suivante au crayon : Las viejas se salen de risa porque saben que él no lleva un cuarto (les vieilles éclatent de rire parce qu'elles savent qu'il n'a pas un sou). La gravure est très fidèle au dessin. Selon Cassier, le dessin préparatoire traite de ce qui devait être le Sueño 19. Le dessin préparatoire mesure 246 × 186 mm.
Cette gravure est fortement chargée en tons noirs. Les deux couples forment deux mondes parallèles. Celui du galant et de la jeune et belle femme, trompée par le regard rapace et suffisant du gandin. Et celui des deux vieilles assises au fond qui rient et critiquent la scène.
Remarquer comment Goya transforme l'idée initiale, captée dans son esquisse préparatoire avec le commentaire Las viejas se salen de risa porque saben que él no lleva un cuarto en une scène plus sinistre simplement en changeant le titre en Tal para cual et en ajoutant quelques touches obscures.
L'estampe mesure 198 × 150 mm sur une feuille de papier de 306 × 201 mm. Goya a utilisé l'eau-forte, l'aquatinte et la pointe sèche.

## Catalogue
- Numéro de catalogue G02093 de l'estampe au Musée du Prado.
- Numéro de catalogue D04201 du dessin préparatoire au Musée du Prado.
- Numéro de catalogue 51-1-10-5 au Musée Goya de Castres.
- Numéros de catalogue ark:/12148/btv1b84516974.r et ark:/12148/btv1b8451698j de l'estampe chez Gallica.